# Metacentrum

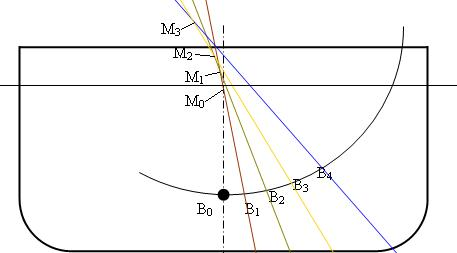
De baan van M is te construeren op de bovenstaande wijze, waarbij de kromming van de lijn van B overdreven is weergegeven.

Het metacentrum {\displaystyle M_{\varphi }} van een drijvend lichaam, zoals een schip, is het snijpunt van de werklijnen van de opwaartse kracht bij de hellingshoeken {\displaystyle \varphi } en {\displaystyle \varphi +\mathrm {d} \varphi }. Het metacentrum is een belangrijke grootheid voor de stabiliteit van een schip. Wanneer het evenwicht van het drijvende lichaam verstoord wordt door een uitwendige oorzaak, zal het evenwicht na de verstoring hersteld worden, als het metacentrum boven het zwaartepunt ligt
Er is zowel een dwars- als een langsscheeps metacentrum, {\displaystyle M_{t}} en {\displaystyle M_{l}}. De metacentrische hoogte {\displaystyle GM_{\varphi }} is de afstand tussen het metacentrum en het scheepszwaartepunt {\displaystyle G}. Dit is een belangrijke criterium voor de stabiliteit van een schip.
Het aanvangsmetacentrum {\displaystyle M_{0}} is het snijpunt van de werklijn van de opwaartse kracht bij de helling {\displaystyle \varphi } en het vlak van kiel en stevens. Zodra een schip een zekere hellingshoek krijgt, verandert de vorm van de carène of onderwaterschip. Hierdoor verplaatst het drukkingspunt {\displaystyle B_{0}} waar de opwaartse kracht aangrijpt zich naar {\displaystyle B_{\varphi }}. Aangezien {\displaystyle M} zich op de werklijn van de opwaartse kracht door {\displaystyle B_{\varphi }} bevindt, verplaatst ook {\displaystyle M} zich en loopt deze uit het vlak van kiel en stevens.
Om berekeningen te vereenvoudigen, wordt wel gebruikgemaakt van het vals metacentrum {\displaystyle N_{\varphi }}, het verschoven punt {\displaystyle M_{\varphi }} over de werklijn naar het vlak van kiel en stevens.

## Drukkingspunt

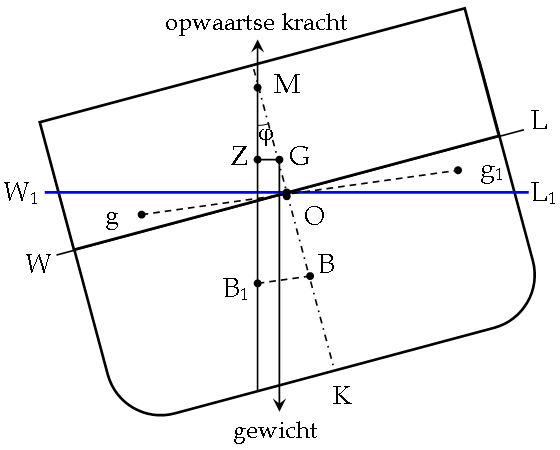
Wanneer een niet volledig ondergedompeld lichaam gedwongen wordt een hellingshoek ten opzichte van zijn evenwichtspositie te maken, dan verandert de vorm van het ondergedompelde lichaam en daarmee de positie van het drukkingspunt.

Het drukkingspunt of vormzwaartepunt {\displaystyle B} is het geometrisch zwaartepunt van het deel van een lichaam dat in een vloeistof is ondergedompeld, oftewel het zwaartepunt van de door het lichaam verplaatste vloeistofmassa. Bij een volledig ondergedompeld lichaam valt het metacentrum samen met dit drukkingspunt. Als een niet volledig ondergedompeld lichaam gedwongen wordt een hellingshoek ten opzichte van zijn evenwichtspositie te maken, dan verandert de vorm van het ondergedompelde lichaam en daarmee de positie van het drukkingspunt. Er wordt water verplaatst van de uittredende wig {\displaystyle OLL_{1}} - het deel dat boven water komt - naar de intredende wig {\displaystyle OWW_{1}} - het deel dat onder water komt. Van de intredende wig ligt het vormzwaartepunt in {\displaystyle g}, terwijl het vormzwaartepunt van de uittredende wig in {\displaystyle g_{1}} ligt. Het geometrisch zwaartepunt verandert dus en het drukkingspunt {\displaystyle B_{0}} verschuift evenwijdig aan de lijn {\displaystyle g-g_{1}} naar de lage zijde naar {\displaystyle B_{1}}.
Door de verschuiving van het drukkingspunt naar de lage zijde verandert de richtende arm {\displaystyle GZ} en verbetert de stabiliteit ten opzichte van een volledig ondergedompeld lichaam. In de afbeelding is te zien dat de richtende arm de helling had vergroot als {\displaystyle B} in zijn oorspronkelijke positie was gebleven, maar nu een richtend koppel veroorzaakt.

## Metacentrische hoogte
{\displaystyle B} kan naar het vlak van kiel en stevens worden verschoven over de werklijn van de opwaartse kracht. Het snijpunt is het aanvangsmetacentrum {\displaystyle M_{0}}. De richtende arm {\displaystyle GZ} kan nu uitgedrukt worden als functie van {\displaystyle GM} en de helling {\displaystyle \varphi } van het schip:
{\displaystyle GZ=GM\sin \varphi }
Voor de metacentrische hoogte {\displaystyle GM_{0}} geldt
{\displaystyle GM_{0}=KM_{0}-KG}
De KG moet voor elke reis bepaald worden. Het gewicht van eigen schip is bekend. De hoeveelheid en positie van de bunkers en ballast is te bepalen via tanktabellen. Het zwaartepunt van de lading zal daarnaast bepaald moeten worden. Met deze gegevens is via de momentenstelling KG uit te rekenen. KM0 wordt aangeleverd door de scheepsbouwer en is afhankelijk van de diepgang en de trim. De KM0 bestaat uit twee componenten:
KM0 = KB0 + B0M0
Voor een rechthoekige bak zou de afstand KB0 op de helft van de diepgang liggen. Voor andere scheepsvormen geldt dit echter niet. Men kan B0 uitrekenen door oppervlakteberekeningen van de waterlijn te maken. Bij een bepaalde diepgang T kan met behulp van het lijnenplan de oppervlakte van die waterlijn berekend worden met bijvoorbeeld de regel van Simpson. Door dit te doen bij meerdere diepgangen, kan met behulp van Bonjeankrommen voor elk van die diepgangen de KB0 bepaald worden.
De B0M0 wordt bepaald door het kwadratisch oppervlaktetraagheidsmoment I uit te rekenen. Af te leiden valt dat geldt:
{\displaystyle BM_{0}={\frac {I}{V}}}
waarbij:
{\displaystyle I={\frac {l\cdot b^{3}}{12}}\,} (voor een rechthoekige bak)
Hierbij geldt:

l = lengte schip

b = breedte schip

In deze formules is te zien dat vooral de breedte van invloed is op B0M0 en daarmee op de stabiliteit.

## Grotere hellingen

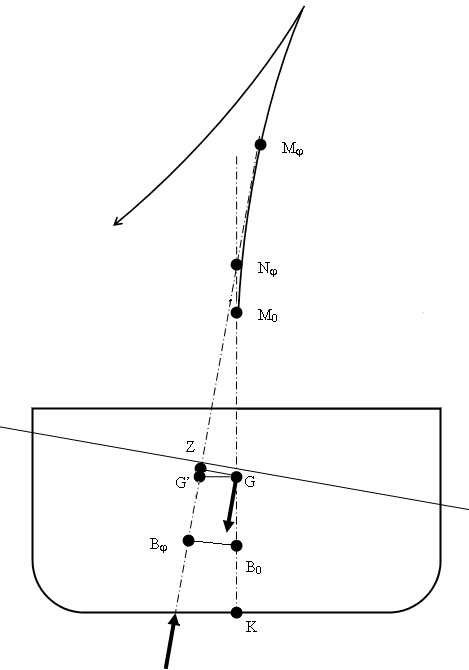
Projectie van M_{φ}. Bij kleine hoeken is M_{φ} vrijwel gelijk is aan M_{0}. Bij grotere hoeken loopt M_{φ} uit het vlak van kiel en stevens tot het dek onder water loopt en de stabiliteit snel afneemt.

Zoals gezegd loopt Mφ uit het vlak van kiel en stevens bij grotere hellinghoeken. Om de berekeningen te vereenvoudigen, wordt het valse metacentrum geïntroduceerd, N. Dit is de projectie van Mφ op het vlak van kiel en stevens langs de werklijn van de opwaartse kracht. GZ is nu dus GN · sinφ, kortweg GNsinφ. De waarde van KNsinφ hangt alleen af van de helling en de diepgang. Deze worden door de scheepsbouwer uitgerekend en zijn aan boord beschikbaar als dwarskrommen. De waarde van KG is bekend van een bepaalde beladingstoestand, dus door voor verschillende hoeken de formule KG · sinφ in te vullen, kan bij deze hoeken de GZ uitgerekend worden, aangezien GN · sinφ = KN · sinφ − KG · sinφ.
{\displaystyle GN\sin \varphi =KN\sin \varphi -KG\sin \varphi }

### Stabiliteitskromme

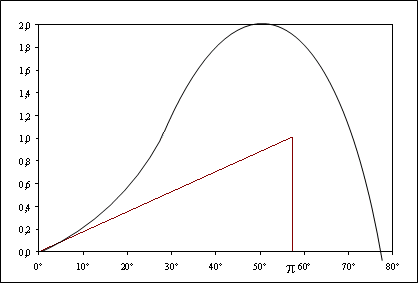
Stabiliteitskromme.

Deze waarden kunnen worden uitgezet in een grafiek, de stabiliteitskromme, of GZ-kromme.
De aanvangsstabiliteit, GM0, is uitgezet bij 1 radiaal. Te zien is dat de kromme bij een kleine hellingshoek de GM0-lijn volgt; Mφ ligt in het vlak van kiel en stevens. Ook te zien is dat de richtende arm in eerste instantie toeneemt bij een grotere helling. Dit komt doordat de waterlijn steeds breder wordt. Dit gaat steeds sneller tot het dek onder water raakt. Dit is het buigpunt, ook te zien als omslagpunt in de figuur Projectie van Mφ. Na dit buigpunt stijgt de arm nog wel, maar steeds minder snel, tot deze begint af te nemen. Het vrijboord is dus van grote invloed op het bereik van de stabiliteit. Als de arm af begint te nemen, is er nog wel een positieve arm, echter, als de kracht die de helling in eerste instantie veroorzaakte nog aanwezig is, dan zal het schip kapseizen.

## Dwarsmetacentrum
Het dwarsmetacentrum Mt is het belangrijkste stabiliteitscriterium. Bij kleine hellingshoeken is Mφ vrijwel gelijk aan M0. Voor hoeken kleiner dan 4° tot 7° wordt voor conventionele schepen aangenomen dat Mφ = M0.
Voor het dwarsscheepse metacentrum geldt:
{\displaystyle BM_{0}={\frac {I_{x}}{V}}}
waarbij {\displaystyle I_{x}={\frac {l\cdot b^{3}}{12}}\,}

## Langsmetacentrum
Doordat schepen over het algemeen langer zijn dan breed, ligt ook het langsmetacentrum Ml een stuk hoger dan het dwarsmetacentrum. Door de grote lengte is BM0 zo groot. Dit komt weer doordat Iy een grote waarde heeft omdat in het kwadratisch oppervlaktetraagheidsmoment nu de lengte met de macht 3 toeneemt:
{\displaystyle BM_{0}={\frac {I_{y}}{V}}}
waarbij {\displaystyle I_{y}={\frac {b\cdot l^{3}}{12}}\,}

## Bouguer en Euler

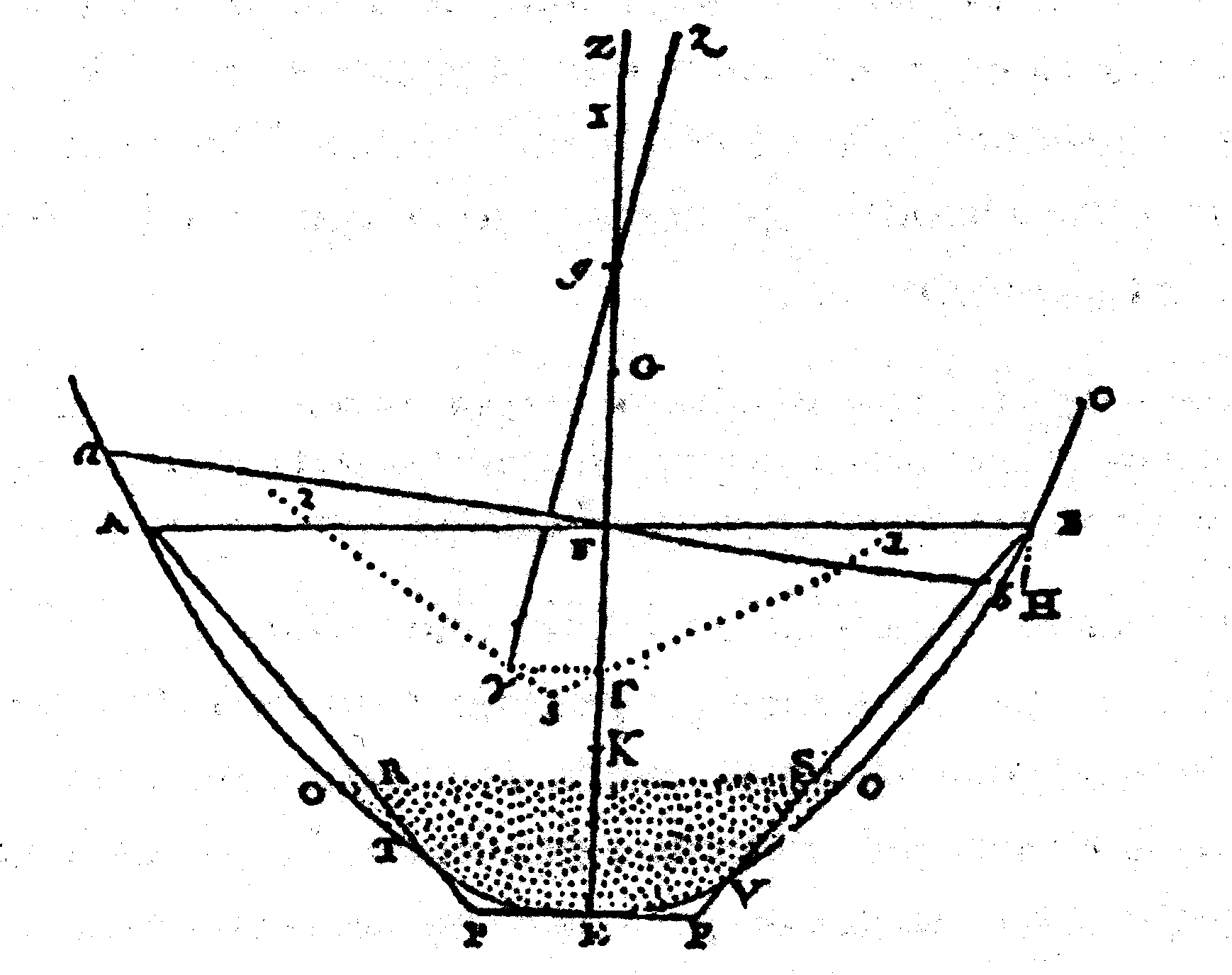
Metacentrum g volgens Pierre Bouguer in Traité du navire uit 1746.

In 1746 publiceerde de Franse wiskundige Pierre Bouguer Traité du Navire. Hierin introduceerde hij het metacentrum M. Daarnaast kwam hij met de juiste afleiding van de hellingproef.
Een ander criterium voor de stabiliteit is afkomstig van Leonhard Euler. Hij maakte in Scientia Navalis uit 1749 gebruik van infinitesimaalrekening en definieerde het deplacement als de integraal van de hydrostatische drukverdeling over het natte oppervlak van een schip. Euler ging voor de stabiliteit uit van het richtend moment dat ontstaat als resultaat van een veranderde resultante van de hydrostatische drukverdeling bij een schip dat een helling heeft. Euler berekende verder het oppervlaktetraagheidsmoment van de waterlijn, stelde de drie evenwichtsvoorwaarden voor drijvende lichamen op en bepaalde het moment van de in- en uittredende wiggen. Daniel Bernoulli definieerde het stabiliteitsmoment als product van de stabiliteitsarm en gewicht van het schip. Deze twee zijn de grondleggers van de hydrodynamica.